# Démoléon
Dans la mythologie grecque, Démoléon est un Dardanien, fils d'Anténor. Pendant la guerre de Troie, au chant XX de l'Iliade, il est tué par Achille pendant son aristie : sa lance lui transperce la tempe, au travers de son casque.